# Llallagua
Llallagua è una città della Bolivia situata nella provincia di Rafael Bustillo nel dipartimento di Potosí. Al censimento del 2001 risultava popolata da 20.065 abitanti.